# آی‌سی ۱۰
آی‌سی ۱۰ (به انگلیسی: IC 10)یک کهکشان نامنظم است که در صورت فلکی ذات‌الکرسی قرار دارد؛ که توسط لوییس شیفت و در سال ۱۸۸۹ کشف شد.